# Retrohuis De Viswinkel
Retrohuis De Viswinkel is een klein visserijmuseum in de Belgische gemeente De Panne. 
De gemeente De Panne werd gesticht door vissers. Na de Tweede Wereldoorlog ging de commerciële visserij door gebrek aan een haven verloren, alsook de typische scheepstypes. Het museum tracht dit erfgoed zo goed als mogelijk te bewaren. Het museum wordt beheerd door vrijwilligers van de maritieme erfgoedvereniging Panneboot P.1. Het pand wordt gehuurd met steun van de gemeente.

## Gebouw
Het museum is gevestigd in de oude viswinkel van Georges Van Zeebrouck gelegen aan de Kasteelstraat 54. Deze opende in 1949 in een vissershuisje in de Visserlaan maar verhuisde in de jaren vijftig naar de Kasteellaan. Naast een vishandel was het ook de opslagplaats voor ijs uit de ijsfabriek. Oorspronkelijk waren dit twee vissershuisjes die rond 1920 werden gebouwd en werden samengevoegd tot een garage en een viswinkel met rokerij.

## Collectie
De collectie van het museum bestaat uit de winkelinrichting van de voormalige viswinkel, modellen van vroegere vissersschepen en een fotocollectie. Op de binnenkoer van het retrohuis wordt aan een replica gewerkt van een vissersboot van het type pannepot.